# イバン・フクア
イバン・フクア（Ivan William Fuqua、1909年8月9日 - 1994年1月14日)は、アメリカ合衆国の陸上競技選手。1932年ロサンゼルスオリンピックの金メダリストである。

## 経歴
フクアは、1932年ロサンゼルスオリンピックの代表を決める全米選手権の400mに出場。結果は5位に終わるが、オリンピックには4×400mリレーのメンバーにかろうじて加わることができた。ロサンゼルスでは、第1走者を務め、エドガー・アブロビッチ、カール・ワーナー、ビル・カーとともに、3分08秒2の世界新記録で、2位のイギリスに3秒もの大差をつけ金メダルを獲得した。
オリンピック後のフクアは、インディアナ大学在学中であった1933年、1934年とビッグ・テン・カンファレンスにおいて、2年連続220ヤードと440ヤードの2冠を達成。また、全米選手権の440ヤード2連覇も達成している。また、1933年にイタリアのトリノで行われた国際学生競技会の400mでは、47.8秒の記録で、ドイツのハリー・フォイクトらをおさえ優勝も果たしている。
フクアは現役引退後、コネチカット大学のコーチに就任。その後、1946年から1967年まで、ロードアイランド州のブラウン大学でコーチとなった。